# 無聊外望
無聊外望(德文：Zerstreutes Hinausschaun)是卡夫卡的短篇故事之一，收錄於1913年出版的《沉思》(Die bertrachtung)中。
與《沉思》中其他的短篇故事一樣，無聊外望是一篇簡短的敘說。

## 內容
一早，天是灰的，你走到窗前，覺得吃驚，臉頰貼近窗把。底下，一個男人匆匆走過一個女孩，陰影投到她的臉上。男人走了過去，女孩的臉十分燦爛。

## 時間
作者意圖打破時間的限制；當「你」走到窗前的時候，時間是早上(「今天稍早」)，然而，當「你」看到底下的小女孩時，只見「落日餘暉」映在女孩的臉上，時間換成黃昏。